# Předpokládaný dědic
Předpokládaný dědic (ženská forma: předpokládaná dědička) je osoba oprávněná zdědit trůn, šlechtický titul nebo jiné dědičné vyznamenání, ale jejíž postavení může být nahrazeno narozením osoby s lepším nárokem na danou pozici. To je v kontrastu se zjevným dědicem, jehož nelze tímto způsobem nároku na postavení zbavit.

## Přehled
V závislosti na pravidlech monarchie může být předpokládaným dědicem dcera panovníka, pokud v zemi platí patrilineární primogenitura a monarcha nemá žádné syny, nebo starší člen vedlejší linie, pokud je panovník bezdětný nebo pokud přímí potomci panovníka nemohou zdědit korunu, protože
1. jsou to dcery a ženy mají úplně zakázáno dědit
2. panovníkovy děti jsou nemanželské nebo
3. existuje nějaká jiná právní diskvalifikace, jako např.
  1. osoba je potomkem panovníka přes morganatickou linii
  2. potomek odmítá nebo není schopen přijmout náboženství, které je panovník povinen vyznávat.

Následné narození legitimního dítěte panovníkovi, tedy zjevného dědice nebo oprávněnějšího předpokládaného dědice, může zbavit dřívějšího předpokládaného dědice pozice. Nepředpokládá se, že panovník a jeho choť nejsou schopni plodit další děti; den předtím, než královna Alžběta II. nastoupila na trůn, byl její otec Jiří VI. těžce nemocný a matce bylo 51 let, ale i tak byla Alžběta stále spíše předpokládanou než zjevnou dědičkou. Pozice předpokládaného dědice nemusí být jistá ani poté, co nastoupí na trůn, protože posmrtné dítě předchozího panovníka by mohlo mít nadřazený nárok. Po smrti Viléma IV. v roce 1837 po něm na trůn nastoupila jeho neteř královna Viktorie, jejíž proklamace o nástupu na trůn uváděla, že její nástup bude trvalý, pokud se v následujících měsících vdově Adelheid nenarodí Vilémovo dítě, i když jí bylo 44 let a naposledy byla těhotná před 17 lety. Taková situace nastala ve Španělsku v roce 1885, kdy zemřel král Alfons XII. a zanechal po sobě vdovu Marii Kristýnu, která byla ve třetím měsíci těhotenství. Jeho pětiletá dcera a předpokládaná dědička María de las Mercedes nebyla prohlášena královnou, protože kdyby se narodil syn, byla by sesazena z trůnu, a místo toho proběhlo šestiměsíční interregnum až do narození jejího bratra Alfonse XIII., který nastoupil na trůn jako král hned po narození. Pokud by Marie Kristýna potratila nebo porodila další dceru, Mercedes by se stala královnou a byla by zpětně uznána jako taková i během interregna.
Předpokládaný dědic, stejně jako zjevný dědic, není per se titulem ani pozicí. Jedná se spíše o obecný termín pro osobu, která má určité místo v linii následnictví. V některých monarchiích zjevný dědic nese, ipso facto, specifický titul a hodnost (např. Dánsko, Nizozemsko, Spojené království), což také někdy platí pro držitele šlechtických titulů (např. Španělsko, Spojené království), ale předpokládaný dědic tento titul nenese. V jiných monarchiích (např. Monako, Španělsko) nese podle práva první v pořadí na trůn specifický titul (tj. „dědičný kníže/kněžna monacká“, „kníže/kněžna asturská“), bez ohledu na to, zda ona nebo on je zjevný nebo předpokládaný dědic.

## Předpokládání dědicové v roce 2024
| Země      | Portrét | Jméno předpokládaného dědice | Titul                  | Datum narození (věk)        | Vztah k panovníkovi |
| --------- | ------- | ---------------------------- | ---------------------- | --------------------------- | --- |
| Japonsko  |         | Fumihito                     | Japonský korunní princ | 30. listopadu 1965 (59 let) | Mladší bratr. Pokud by měl císař Naruhito legitimního syna, stal by se zjevným dědicem on. |
| Thajsko   |         | Dipangkorn Rasmijoti         | Thajský princ          | 29. dubna 2005 (19 let)     | Nejmladší syn. V souladu s palácovým zákonem o následnictví z roku 1924 má vládnoucí král absolutní moc jmenovat jakéhokoli královského muže jako zjevného dědice a po veřejném oznámení je „pozice takového dědice bezpečná a nesporná“. |
| Španělsko |         | Leonor                       | Asturská kněžna        | 31. října 2005 (19 let)     | Nejstarší dítě. Pokud bude mít král Filip legitimního syna, stane se zjevným dědicem on. |

## Domnělí dědici minulosti, kteří nezdědili trůny
Seznam je omezen na předpokládané dědice, kteří nenastoupili na trůn kvůli úmrtí, zrušení monarchií nebo změně dědického práva.
- Marcus Claudius Marcellus byl předpokládaným dědicem svého strýce a tchána Augusta až do své smrti v roce 23 př. n. l.
- Marcus Vipsanius Agrippa byl předpokládaným dědicem svého tchána Augusta až do své smrti v roce 12 př. n. l.
- Marcus Aemilius Lepidus byl předpokládaným dědicem svého švagra Caliguly až do své smrti v roce 38.
- Britannicus byl předpokládaným dědicem svého nevlastního bratra Nerona až do své smrti v roce 55.
- Marván ibn Abdulmalik byl předpokládaným dědicem svého bratra Al-Valída I. až do své smrti kolem roku 715.
- Princ Sawara byl předpokládaným dědicem svého bratra císaře Kammu až do své smrti v roce 785.
- Robert II. Normandský byl předpokládaným dědicem svého bratra Viléma II. Ryšavého, dokud nebyl v roce 1088 za povstání vyděděn.
- Edmund Skotský byl předpokládaným dědicem svého strýce Donalda III. Skotského, dokud jeho strýc nebyl svržen v roce 1097.
- Matylda Anglická byla předpokládanou dědičkou svého otce Jindřicha I. Anglického, ale po jeho smrti v roce 1135 nastoupil na trůn její bratranec Štěpán III. z Blois.
- Artur I. Bretaňský byl předpokládaným dědicem svého strýce Richarda I. Lví srdce, ale po Richardově smrti v roce 1199 nastoupil na trůn Arturův strýc Jan Bezzemek.
- Pedro z Urgellu byl předpokládaným dědicem svého synovce Alfonsa III. Portugalského až do své smrti v roce 1258.
- Markéta Skotská byla předpokládanou dědičkou svého otce Alexandra III. Skotského až do své smrti v roce 1283.
- Uzana z Basseinu byl předpokládaným dědicem svého otce Narathihapate, dokud nebyl v roce 1287 zavražděn.
- Edward Bruce byl předpokládaným dědicem svého bratra Roberta I. Skotského, dokud nenastoupil na trůn v Irsku.
- Marjorie Bruce byla předpokládanou dědičkou svého otce Roberta I. Skotského až do své smrti v roce 1316.
- Karel I. z Valois byl až do své smrti v roce 1325 dvakrát dědicem svého synovce Karla IV. Francouzského.
- Binnya E Laung byl předpokládaným dědicem svého otce Binnya E Lawa až do své smrti.
- Maria Kalábrijská byla až do své smrti v roce 1366 dědičkou své sestry Johany I. Neapolské.
- Beatrix Portugalská byla předpokládanou dědičkou svého otce Ferdinanda I. Portugalského, ale po Ferdinandově smrti v roce 1383 se místo ní na trůn dostal její nevlastní strýc Jan I. Portugalský.
- Bawlawkyantaw byl předpokládaným dědicem svého otce Razadaritovi až do své popravy v roce 1390.
- Theiddat byl předpokládaným dědicem svého bratra Minkhaunga I., dokud se místo něj dědicem nestal jeho synovec Minye Kyawswa.
- Robert Stewart, vévoda z Albany byl předpokládaným dědicem svého synovce Jakuba I. Skotského až do své smrti v roce 1420.
- Tomáš z Lancasteru, 1. vévoda z Clarence byl předpokládaným dědicem svého bratra Jindřicha V. Plantageneta od nástupu jeho bratra na trůn v roce 1413 až do své smrti v roce 1421.
- Kateřina, kněžna asturská byla předpokládanou dědičkou svého otce Jana II. Kastilského až do své smrti v roce 1424.
- Murdoch Stewart, vévoda z Albany byl předpokládaným dědicem svého bratrance Jakuba I. Skotského, dokud nebyl zatčen a popraven v roce 1425.
- Jan z Lancasteru, 1. vévoda z Bedfordu byl předpokládaným dědicem svého synovce Jindřicha VI. Anglického až do své smrti v roce 1435.
- Walter Stewart, hrabě z Athollu byl předpokládaným dědicem svého prasynovce Jakuba II. Skotského, dokud nebyl v roce 1437 popraven za svou roli při zabití předchozího krále Jakuba I.
- Markéta Skotská byla předpokládanou dědičkou svého bratra Jakuba II. Skotského kterou byla až do své smrti v roce 1445.
- Humphrey z Gloucesteru byl předpokládaným dědicem svého synovce Jindřicha VI. až do své smrti v roce 1447.
- Jana la Beltraneja byla předpokládanou dědičkou jejího otce Jindřicha IV. Kastilského, dokud místo toho neoznačil za dědice svého bratra Alfonse.
- Alfonso, kníže asturský byl předpokládaným dědicem svého nevlastního bratra Jindřicha IV. Kastilského až do své smrti v roce 1468.
- Jiří Plantagenet, 1. vévoda z Clarence byl předpokládaným dědicem svého bratra Eduarda IV., dokud neuprchl poté, co se proti němu vzbouřili v roce 1470.
- Isabela Aragonská byla předpokládanou dědičkou jejích rodičů Isabely Kastilské a Ferdinanda II. Aragonského až do své smrti v roce 1498.
- Miguel da Paz, princ portugalský byl kromě titulu zjevného dědice svého otce Manuela I. Portugalského i předpokládaným dědicem svých prarodičů z matčiny strany Isabely a Ferdinanda až do své smrti v roce 1500.
- James Stewart, vévoda z Rossu byl předpokládaným dědicem svého bratra Jakuba IV. Skotského až do své smrti v roce 1504.
- John Stewart, vévoda z Albany byl předpokládaným dědicem Jakuba V. Skotského až do své smrti v roce 1536.
- Karel Španělský, kromě toho, že byl zjevným dědicem svého otce Filipa II. Španělského, byl až do své smrti v roce 1568 předpokládaným dědicem svého bratrance Sebastiána I. Portugalského.
- James Hamilton, 2. hrabě z Arranu, byl předpokládaným dědicem Jakuba I. Stuarta až do své smrti v roce 1575.
- Ranuccio I. Farnese byl předpokládaným dědicem svého prastrýce Jindřicha I. Portugalského, až do nástupnické krize, která se objevila po Jindřichově smrti v roce 1580.
- František z Anjou byl předpokládaným dědicem svého bratra Jindřicha III. Francouzského až do své smrti v roce 1584.
- Charles de Bourbon byl předpokládaným dědicem svého synovce Jindřicha IV. Francouzského až do své smrti v roce 1590.
- Carevič Dimitrij byl předpokládaným dědicem svého nevlastního bratra Fjodora I. až do své smrti v roce 1591.
- Dmitrij Šujskij byl předpokládaným dědicem svého bratra Vasilije IV. Ivanoviče Šujskije, dokud nebyl jeho bratr svržen v roce 1610.
- Zikmund III. Vasa byl předpokládaným dědicem Ruska svého syna Vladislava IV. Vasy  až do svržení jeho syna v roce 1613.
- Mikuláš Jindřich, vévoda Orleánský, byl předpokládaným dědicem svého bratra Ludvíka XIII. až do své smrti v roce 1611.
- Karel Filip, vévoda ze Södermanlandu, byl předpokládaným dědicem svého bratra Gustava II. Adolfa až do své smrti v roce 1622.
- Kateřina Švédská byla předpokládanou dědičkou své neteře Kristiny Švédské, až do své smrti v roce 1638.
- Markéta Habsburská (1651–1673) byla předpokládanou dědičkou jejího bratra Karla II. Španělského až do své smrti v roce 1673.
- Marie Antonie Habsburská byla předpokládanou dědičkou svého strýce Karla II. až do své smrti v roce 1692.
- Josef Ferdinand Bavorský kromě toho, že byl zjevným dědicem svého otce Maxmiliána II. Emanuela, bavorského kurfiřta, byl až do své smrti v roce 1699 předpokládaným dědicem svého prastrýce Karla II.
- Žofie Hannoverská byla prohlášena za domnělou dědičku britského trůnu zákonem o nástupnictví z roku 1701, ale zemřela před nástupem na trůn své vzdálené sestřenice Anny Stuartovny.
- Filip II. Orleánský byl předpokládaným dědicem Ludvíka XV. až do své smrti v roce 1723.
- Karel Ludvík Fridrich Meklenbursko-Střelický byl předpokládaným dědicem svého nevlastního bratra Adolfa Fridricha III. Meklenbursko-Střelického až do jeho smrti v roce1752.
- August Vilém Pruský (1722–1758) byl předpokládaným dědicem svého bratra Fridricha II. Velikého až do své smrti v roce 1758.
- Ludvík Meklenbursko-Zvěřínský byl předpokládaným dědicem svého bratra Fridricha II. Meklenbursko-Zvěřínského, až do jeho smrti v roce 1778.
- Inthraphithak byl předpokládaným dědicem svého otce Taksina, dokud nebyl Taksin svržen. Oba byli popraveni v roce 1802.
- Maha Sura Singhanat byla předpokládanou dědičkou svého bratra Phutthayotfa Chulaloka až do své smrti v roce 1803.
- Anurak Devesh byl předpokládaným dědicem svého strýce Phutthayotfa Chulaloka až do své smrti v roce 1806.
- Maha Senanurak byl předpokládaným dědicem svého bratra Phutthaloetla Naphalaie až do své smrti v roce 1817.
- Konstantin Pavlovič Ruský byl předpokládaným dědicem svého bratra Alexandra I. Pavloviče, dokud se v roce 1823 nevzdal svých práv.
- Agustín, císařská princ Mexický, byl předpokládaným dědicem svého otce Agustína de Iturbide na trůně Prvního Mexického císařství. Plán Casa Mata však v roce 1823 vyhlásil v zemi republiku a sesadil monarchii.
- Bedřich August Hannoverský, bratr krále Jiřího IV., byl předpokládaným dědicem od nástupu jeho bratra na trůn v roce 1820 až do jeho smrti v roce 1827.
- Sakdiphonlasep byl předpokládaným dědicem svého synovce Nangklaa až do své smrti v roce 1832.
- Karel Maria Isidor Bourbonský, bratr Ferdinanda VII. Ferdinand VII. změnil nástupnické právo ve prospěch své dcery, která se po králově smrti v září 1833 stala královnou Isabellou II. To vedlo ke Karlistickým válkám ve Španělsku.
- Maxmilián Saský byl předpokládaným dědicem svého bratra Antonína Saského, dokud se v roce 1830 nevzdal svých práv.
- František Karel Habsbursko-Lotrinský, bratr Ferdinanda I. Dobrotivého, byl předpokládaným dědicem po celou dobu vlády jeho bratra do revoluce, kdy byl jeho bratr nucen abdikovat, a kdy se František v roce 1848 vzdal svých práv ve prospěch svého syna Františka Josefa I.
- Ahmad Rifaat Pasha byl předpokládaným dědicem svého nevlastního strýce Sa'ida Egyptského až do své smrti v roce 1858.
- Princ Henry, hrabě z Bardi, byl předpokládaným dědicem svého bratra Roberta I. Parmského, dokud nebyla zrušena monarchie v roce 1859.
- Karel Salvátor Rakousko-Toskánský byl předpokládaným dědicem svého bratra Ferdinanda IV. Toskánského, dokud nebyla zrušena monarchie v roce 1860.
- Ludvík Trani byl předpokládaným dědicem svého nevlastního bratra Františka II. Neapolsko-Sicilského, dokud nebyla zrušena monarchie v roce 1861.
- Albert Sasko-Kobursko-Gothajský byl předpokládaným dědicem svého bratra Arnošta II. Sasko-Kobursko-Gothajského až do své smrti v roce 1861.
- Infant João, vévoda z Beja, byl předpokládaným dědicem svého bratra Ludvíka I. Portugalského až do své smrti v roce 1861.
- Ferdinand, dědičný princ Dánský, byl předpokládaným dědicem svého synovce Frederika VII., až do své smrti pět měsíců před smrtí svého synovce v roce 1863.
- Eduard VII. byl nejen zjevným dědicem své matky královny Viktorie, aletaké předpokládaným dědicem svého strýce Arnošta II. Sasko-Kobursko-Gothajského, dokud se v roce 1863 nevzdal svých práv ve prospěch svých mladších bratrů.
- Pinklao byl předpokládaným dědicem svého bratra Mongkuta až do své smrti v roce 1866.
- Vilém Hesensko-Kasselský byl předpokládaným dědicem svého bratrance Fridricha Viléma Hesenského, dokud nebyla zrušena monarchie v roce 1866.
- Vilém Hesenský-Filipstalsko-Barchfeldský byl předpokládaným dědicem svého bratra Alexise, dokud nebyla zrušena monarchie v roce 1866.
- Princ Frederick Württemberský byl předpokládaným dědicem svého bratrance a švagra Karla I. Württemberského až do své smrti v roce 1870.
- Karel Hesenský byl předpokládaným dědicem svého bratra Ludvíka III. Hesensko-Darmstadtského až do své smrti několik měsíců před svým bratrem v roce 1877.
- Leopold Hohenzollernský byl předpokládaným dědicem svého bratra Karla I. Rumunského, dokud se nevzdal svých práv ve prospěch svých synů.
- Vilém Hohenzollernský byl předpokládaným dědicem svého strýce Karla I. Rumunského, dokud se nevzdal svých práv ve prospěch svého mladšího bratra Ferdinanda I. Rumunského.
- Wichaichan byl předpokládaným dědicem svého bratrance Chulalongkorna až do své smrti v roce 1885.
- Mercedes Španělská, dcera Alfonsa XII., byla při jejím narození předpokládanou dědičkou. Poté, co její otec zemřel, se její posmrtně narozený bratr Alfons stal králem jako Alfons XIII. a ona zůstala předpokládanou dědičkou až do své smrti v roce 1905.
- Isabela Brazilská byla předpokládanou dědičkou jejího otce Petra II. Brazilského na trůně Brazilského císařství. Avšak státní převrat v roce 1889 vyhlásil v zemi republiku a sesadil monarchii.
- Karel Ludvík Rakousko-Uherský byl předpokládaným dědicem svého bratra Františka Josefa I. od sebevraždy svého synovce, korunního prince Rudolfa, až do své smrti v roce 1896.
- Vévoda Vilém Württemberský byl předpokládaným dědicem jeho příbuzného Viléma II. Württemberského až do své smrti v roce 1896.
- Žofie Oranžsko-Nasavská byla předpokládanou dědičkou své neteře Vilemíny Nizozemské až do své smrti v roce 1897.
- Georgij Alexandrovič byl předpokládaným dědicem svého bratra Mikuláše II. Alexandroviče až do své smrti v roce 1899.
- Vévoda Nicholas Württemberský byl předpokládaným dědicem svého příbuzného Viléma II. Württemberského až do své smrti v roce 1903.
- Filip Belgický (1837–1905) byl předpokládaným dědicem svého staršího bratra Leopolda II. Belgického po smrti svého synovce Leopolda, vévody z Brabantu, až do své smrti v roce 1905.
- Artur Sasko-Koburský byl předpokládaným dědicem svého bratra Alfréda Sasko-Kobursko-Gothajského, dokud se nevzdal svých práv a práv svých potomků ve prospěch svého synovce Karla Eduarda Sasko-Kobursko-Gothajského.
- Mořic Sasko-Altenburský byl předpokládaným dědicem svého bratra Arnošta I. Sasko-Altenburského až do své smrti v roce 1907.
- Afons, princ Portugalský, byl předpokládaným dědicem svého synovce Manuela II. Portugalského, dokud nebyla monarchie zrušena v roce 1910.
- Yi Un byl předpokládaným dědicem svého nevlastního bratra Sunjonga Korejského až do anexe Koreje v roce 1910.
- Pujie byl předpokládaným dědicem svého bratra Pchu I. až do Sinchajské revoluce v roce 1911 a do založení Čínské republiky v roce 1912. Znovu se stal předpokládaným dědicem po konci loutkového režimu Mandžukuo po Mukdenském incidentu, zatímco Pchu I. se stal také Mandžukujským císařem až do kapitulace Japonska v roce 1945.
- Luitpold Bavorský byl předpokládaným dědicem svého synovce Oty I. Bavorského (1848–1916) až do své smrti v roce 1912.
- František Ferdinand d'Este byl předpokládaným dědicem svého strýce císaře Františka Josefa I. až do jeho atentátu 28. června 1914 v Sarajevu.
- Filip Württemberský až do své smrti v roce 1917 byl předpokládaným dědicem svého příbuzného Viléma II. Württemberského.
- Maxmilián Bádenský byl předpokládaným dědicem svého bratrance Fridricha II. Bádenského, dokud nebyla monarchie zrušena v roce 1918.
- Karel Michael, vévoda z Mecklenburgu, byl předpokládaným dědicem svého bratrance Adolfa Fridricha VI. Meklenburského, dokud se trůn neuvolnil a později zrušen v roce 1918.
- Ernst, princ Sasko-Meiningenský, byl předpokládaným dědicem svého nevlastního bratra Bernarda III. Sasko-Meiningenského, dokud nebyla monarchie zrušena v roce 1918.
- Albrecht Württemberský byl předpokládaným dědicem svého příbuzného Viléma II. Württemberského, dokud monarchie nebyla zrušena v roce 1918.
- Wolrad, princ ze Schaumburg-Lippe, byl předpokládaným dědicem svého bratra Adolfa II. ze Schaumburg-Lippe, dokud nebyla monarchie zrušena v roce 1918.
- Sizzo Schwarzburský byl předpokládaným dědicem svého bratrance, knížete Günthera Viktora Schwarzburského, dokud nebyla monarchie zrušena v roce 1918.
- Jindřich XXVII. z Reussu, kromě vládnutí nad svým vlastním knížectvím, byl předpokládaným dědicem svého příbuzného Jindřicha XXIV. z Reussu, dokud nebyly obě monarchie zrušeny v roce 1918.
- Chakrabongse Bhuvanath byl předpokládaným dědicem svého bratra Vajiravudha až do své smrti v roce 1920.
- Asdang Dejavudh byl předpokládaným dědicem svého bratra Vajiravudha až do své smrti v roce 1924.
- Varananda Dhavaj byl předpokládaným dědicem svého strýce Vajiravudha, dokud nebyl v roce 1924 nahrazen jako dědic jeho druhým strýcem Prajadhipokem.
- Mahidol Adunjadét byl předpokládaným dědicem svého nevlastního bratra Prajadhipoka až do své smrti v roce 1929.
- Kiril, kníže preslavský byl předpokládaným dědicem svého synovce Simeona II. až do popravy komunisty v roce 1945.
- Princ Nicholas Rumunský byl předpokládaným dědicem svého synovce Michala I. Rumunského, dokud nebyla zrušena monarchie v roce 1947.
- Charlotte, vévodkyně z Valentinois, byla předpokládanou dědičkou jejího otce Ludvíka II. Monackého, dokud se nezřekla svých práv ve prospěch svého syna Rainiera III.
- Knut Dánský byl předpokládaným dědicem svého bratra krále Frederika IX., ale změna dánské ústavy v roce 1953 nahradila dříve polosalickou patrilineární primogenituru absolutní primogeniturou a prohlásila nejstarší dceru krále Frederika princeznu Margrethe, později královnu Markétu II., předpokládanou dědičkou.
- Alžběta, vévodkyně z Edinburghu byla předpokládanou dědičkou svého otce Jiřího VI. v Indii, dokud se v roce 1950 nestala republikou, stejně jako v Newfoundlandu, dokud se v roce 1949 nepřipojil ke Kanadě (vládla jako kanadská královna od 6. února 1952 až do své smrti 8. září 2022).
- Mohammed Ali Tewfik byl předpokládaným dědicem Fuada II. Egyptského, dokud nebyla monarchie zrušena v roce 1953.
- 'Abd al-Ilah byl předpokládaným dědicem svého synovce Fajsala II. Iráckého, dokud nebyli popraveni v roce 1958.
- Tunku Abdul Malik byl předpokládaným dědicem svého bratra Abdula Halima z Kedah až do své smrti v roce 2015.